# Richard Vogel (Zoologe)
Richard Vogel (* 7. Januar 1881 in Sonneberg; † 10. Januar 1955 in Stuttgart) war ein deutscher Zoologe.

## Leben
Vogel ging in Holzminden zum Gymnasium und studierte von 1905 bis 1909 in Jena bei Ernst Haeckel bis zur Promotion. Die Habilitation in Zoologie erfolgte an der Universität Tübingen, wo er 1918 zum Extraordinarius ernannt wurde. 1919 erhielt er den Lehrauftrag für Forstzoologie, 1924 wurde er nach Friedrich Blochmann zum Leiter des Zoologischen Instituts ernannt. 1925 wurde er Hauptkonservator des Naturkundemuseums in Stuttgart und Leiter des Zoologischen Instituts der Landwirtschaftlichen Hochschule Hohenheim.

## Schriften
- Über die Chordotonalorgane in der Wurzel der Schmetterlingsflügel. Habilitationsschrift Tübingen, Leipzig 1912
- Über ein tympanales Sinnesorgan, das mutmaßliche Hörorgan der Singzikaden, in: Zeitschrift für Anatomie und Entwicklungsgeschichte, 1923 (67. Jg.), I, S. 190–231
- Zur Kenntnis der Stechmücken Württembergs, 1929

| Personendaten    | Personendaten     |
| ---------------- | ----------------- |
| NAME             | Vogel, Richard    |
| KURZBESCHREIBUNG | deutscher Zoologe |
| GEBURTSDATUM     | 7. Januar 1881    |
| GEBURTSORT       | Sonneberg         |
| STERBEDATUM      | 10. Januar 1955   |
| STERBEORT        | Stuttgart         |